# 역수동태
역수동태(逆受動態, 영어: antipassive voice)는 언어학에서 말하는 태의 하나로, 타동사의 목적어를 삭제하거나 사격으로 나타내어 자동사로 탈바꿈하는 구문을 가리킨다. 역수동태는 동사의 결합가를 하나 낮춘다는 점에서 수동태와 비슷한데, 수동태는 주어를 삭제하고 목적어를 주어로 ‘승격’시키는 반면 역수동태는 목적어를 삭제한다는 점에서 서로 다르다. 역수동태는 마야어족, 세일리시어족, 북동캅카스어족, 오스트로네시아어족, 오스트레일리아 원주민 언어에 속한 여러 언어와 바스크어, 카비네냐어 등등에 나타난다.:xxvii
능격 언어에서 역수동태는 동사의 목적어를 삭제하고 주어를 능격에서 절대격으로 승격한다. 동사가 주어와 목적어 모두에 일치하는 대격 언어에 역수동태가 나타나는 경우, 이는 목적어 일치 표지를 삭제하는 방식으로 실현되는 경우가 많다. 이런 유형의 역수동태를 지닌 대격 언어로는 마사이어, 코만치어, 카위아어 등이 있다. 몇몇 직접-역류 언어에도 역수동태가 나타난다.
직접-역류 언어 또는 동사가 0 또는 1개의 논항에만 일치하는 대격 언어에 역수동태가 존재하는 경우는 매우 드물다. 이러한 일반화에 대한 예외로는 크롱고어와 코이라보로 센니어 등이 있다.
역수동태는 상이나 서법에 관한 정보를 함께 전달하는 경우가 많다. 역수동태를 사용한 절은 비완망상, 시작상, 가능법 따위의 의미를 지니게 되기도 한다.
역수동태의 또다른 기능 중 하나는 특정한 논항을 통사적 축으로 삼아서 관계화, 절 사이의 등위접속, 또는 그 비슷한 구문을 만들 수 있도록 하는 것이다. 예를 들어, 지르발어에서 등위접속된 두 문장 사이에서 생략된 논항은 반드시 절대격이어야 한다. 따라서 다음 문장은 문법에 어긋난다.
*bayi yara bani-ñu balan jugumbil bura-n
M.ABS man-ABS come-NFUT F.ABS woman-ABS see-NFUT
“남자가 와서 여자를 보았다.”
위 문장의 둘째 절에서 생략된 논항(“남자”)은 타동사(“보았다”)의 주어이므로 능격을 받았을 것이다. 지르발어에서 이런 구문은 허용되지 않는다. 위 문장을 문법에 맞게 고치려면, 둘째 절에서 역수동태를 사용하여 원래의 능격 논항을 절대격으로 바꾸고, 원래의 절대격 논항(“여자”)을 여격으로 바꿔야 한다.
bayi yara bani-ñu baɡun jugumbi-ru bural-ŋa-ñu
M.ABS man-ABS come-NFUT F.DAT woman-DAT see-ANTIP-NFUT
“남자가 와서 여자를 보았다.”